# Antônio Coelho
Antônio de Souza Leão Coelho (Recife, 20 de maio de 1995), é um economista e político brasileiro. É deputado estadual de Pernambuco pelo UNIÃO.

## Biografia
Filho do senador Fernando Bezerra Coelho e irmão do deputado federal Fernando Filho. Estudou Economia e Ciência Política na New York University.
Foi eleito para seu primeiro mandato em 2018, com 44.277 votos. Foi reeleito em 2022 com 91.698 votos.

## Carreira Politica

### Eleição 2022
Nas eleições de 2022, Antônio Coelho foi reeleito deputado estadual por Pernambuco pelo partido União Brasil, com 91.698 votos (1,83% dos votos válidos), sendo o único parlamentar eleito com domicílio eleitoral em Petrolina. Durante a campanha, manteve forte atuação no Sertão e no Agreste, defendendo pautas ligadas ao desenvolvimento econômico e infraestrutura da região.
Após a eleição, Antônio Coelho adotou postura de oposição ao governo estadual de Raquel Lyra (PSDB) na Assembleia Legislativa de Pernambuco (Alepe), seguindo a linha política de seu partido.
Em março de 2024, deixou o cargo de deputado estadual para assumir a Secretaria de Turismo e Lazer, a convite do prefeito João Campos (PSB). Sua nomeação marcou uma reaproximação entre a família Coelho e o grupo político do PSB, após embates nas eleições anteriores.
Com sua saída da Alepe, o suplente Edson Vieira (União Brasil), ex-prefeito de Santa Cruz do Capibaribe, assumiu a vaga na Assembleia Legislativa. Vieira havia recebido 32.986 votos (0,66% dos votos válidos) nas eleições de 2022.

## Família Coelho Rodrigues
Antônio Coelho faz parte da tradicional família Coelho Rodrigues de Paulistana, estado do Piauí, com raízes genealógicas na Freguesia de Paço de Sousa, no Distrito do Porto, em Portugal, visto que era bisneto de Clementino de Souza Coelho (Coronel Quelê), sendo, portanto, heptaneto de Domiciana Vieira de Carvalho e Valério Coelho Rodrigues.
Seu hexavô paterno, Lourenço Rodrigues Coelho (nasceu em Paulistana, Piauí) foi Membro da Junta Trina de Governos da Capitania do Piauí, no ano de 1797, na qualidade de vereador mais velho do senado da câmara de Oeiras.
O seu heptavô paterno, Valério Coelho Rodrigues, firmou importantes raízes históricas e sociais na Região do Nordeste e gerou uma vasta família com descendência que se projeta na política nacional do Brasil até os dias de hoje.

Como forma de homenagear Valério Coelho Rodrigues, o Governador do Piauí instituiu a Ordem Estadual Valério Coelho Rodrigues, pelo Decreto nº 15.311, de 19 de agosto de 2013, com a finalidade de agraciar cidadãos que se destacam por serviços de excepcional relevância prestados ao Estado.